# ハニカム (漫画)
『ハニカム』（HoneyComb）は、桂明日香による日本の漫画作品。主人公たちの勤めるファミリーレストラン「ハニカム（Honey Comb）」を舞台に、そこでの日常を描いた「ファミレスラブコメ」作品。。
パソコン雑誌の『週刊アスキー』（アスキー・メディアワークス）にて2007年7月31日号から連載を開始。基本的に1話のページ数は4ページ。連載期間中に作者が産休に入るため、「これまでの店舗を閉鎖し、別の場所で再開店する。」として、2011年3月1日号で第一部の完結となった。新装開店したハニカムで同作者作品『わくらばん』の登場人物がアルバイトを始めることから、同一世界・時間軸である事が示された。
2015年9月よりKADOKAWAのウェブコミック配信サイト『ComicWalker』でも再掲載している(毎週火曜日更新）。
産休と育児休暇後も終了の状態となっていたが、『週刊アスキー』が紙媒体から電子書籍としてリニューアルした2015年6月2日発売号（No.1031）より本作のキャラクターがホテルで働く姿を描く4コマ漫画『レディ・ハニカム』の連載が開始された 。

## あらすじ
大学生・御手洗勉は、母の言いつけで叔父が店長を務めるファミリーレストラン「ハニカム」でアルバイトをする事に。当初は大して乗り気で無かった（手伝わないと仕送りを止めると言われたため）勉だが、初仕事の日にウエイトレスの湧水萌と出会う。彼女との出会いで少しだけやる気になった勉。個性ある従業員たちと共に、ハニカムでの仕事に励んでいく。

## 登場人物
御手洗 勉（みたらい つとむ）
本作の主人公。御座成大学1年生。ホールスタッフアルバイト。19歳。ごく普通の青年で、時折失敗しながらもウエイターをこなしながらバイトの仕事にも慣れていく。またそこで出会った様々な人と親しくなっていき、本作の多くは彼の視点でハニカムの人間模様を描いていく。萌のオタク趣味は理解出来ないものの彼女に好意を持っており、そのギャップゆえに落ち込む事もしばしば。また律子には想いを寄せられるものの彼自身は気付いておらず、親しい同僚に接するような感覚で接している。容姿も悪くなく、人並みに女の子に興味は持っているが、向けられる好意には鈍感。下心なしに女心をつかむ発言をしたかと思えば、好み以外には気のないそぶりをする。なお、舞には苗字から「トイレくん」と呼ばれており、本人も余り良い気はしていない。
「わくらばん」主人公の増田真白とは従兄弟同士という関係である。。
湧水 萌（ゆうすい めぐみ）
ハニカムでウエイトレスをしている高校2年生。ホールスタッフアルバイト。17歳。勉がバイト初日に出会った美少女で、オタク。特に熱狂的なシャアファンでサンタクロースなど「赤い」というだけでその愛情は様々なものに向けられる程であった。他にもカヲル君に次元を超えた遠距離恋愛をするなど、ある意味で恋多き少女。性格は天然で純粋なため、人には優しく仕事には真面目に取り組み、基本的に疑うという事を知らない。そこを勉には好まれ、王里には「顔は可愛いのにもったいない」と評価されている。基本的に男子受けする容姿だが、最近自分でそれに気がつき、自分のことを魔性の女と勘違いし出した。視力が異常に悪く、両目合わせて0.1以下の為、普段はコンタクトをしているが、忘れた際には眼鏡をかけ勉に「メガネっ娘」の素晴らしさを知らしめたりもした。アニメキャラのそっくりさんと友達になって以来、自分は自身の魅力で男を惑わす「魔☆性の女」であると思い込んでいる。さらには、王里が自分に惚れていると曲解している。
鐘成 律子（かねなり りつこ）
ハニカムでウエイトレスをしている少女。高校2年生。ホールスタッフアルバイト。17歳。両親が頻繁に家から消える為貧しい生活を強いられており、彼女1人で弟2人をほぼ養っている苦労人。ハニカムの料理で余ったものを持ち帰って家での食事にしており、ハニカムのメンバーにも容認されている。その自立した性格から強気でプライドの高い所を見せるが、ある事がきっかけで勉に惹かれるようになる。しかしその性格が災いして、想いを中々上手く伝えられずにいる。舞や王里には良くからかわれながらも可愛がられており、舞は彼女を「りっちゃん」と呼ぶ。サンタクロースの実在を信じている。
守時 規子（もりとき のりこ）
勉よりも後に、ハニカムでウエイトレスとして働く事になった女子高生。15歳。ファミレスチェーン最大手「バニーズ」の社長令嬢。最高のファミレス店員を目指すのにふさわしいファミレスを探していた所、ホール長に助けられた事で彼女に憧れ素性を隠して（面識のある勉には素性を明かし口止めしている）ハニカムでアルバイトを始める。感覚が普通とズレており、人に頼み事をする際に大金を提示して行っていた。仕事ぶりは優秀だが、自分でもちゃんと出来ていたかどうかは心配であった様子。また重度の貧血を患っており、普通の立ち仕事をするだけで倒れそうになっている。妙子の事を「妙子姉様」と呼ぶ。勉に淡い恋心を抱いている。親に王里との縁談を進められているが、婚約者になるかもしれないという自覚は無い。
浦方 薫（うらかた かおる）
ハニカムで新しくキッチンスタッフアルバイトとして働く事になった青年。21歳。一見女の子のような容姿だが実際は男であり、スタッフも治五郎に言われるまで男だと知らなかった（舞だけは事前に知っていた）。また、童顔の為、高校生と間違われる事もある。趣味や仕草なども女々しく、勉が惚れてしまうこともあるが、萌や王里は否定的。視力が悪い為、眼鏡をかけている。家庭の諸事情で、血の繋がらない姉3人と同居している。
音節 舞（おとふし まい）
ハニカムでウエイトレスをしている大学2年生。ホールスタッフアルバイト。20歳。ロリな容姿とツインテール、そして巨乳といった要素を兼ね備えるが、それらは全てデブ専である自らの好みのタイプ「ふくよかな男性」を呼び込む為の計算である。ハニカムの若いメンバーをからかったりもするが、一方で面倒見の良さを持ち合わせ、年長者ぶりを発揮する事も多い。付き合っていた男性が実は「貧乳派」だった事で、別れたばかりの頃には落ち込んでいる様子なども見せた。今まで同じく年長組である王里とは親しくしつつも恋愛に類する関係にはなっていなかったが、ここに来て不思議な関係を呈しつつある。萌の言動が面白すぎると感じた際、制服が破れてしまうほど胸が膨らんでしまった。
米斗 王里（よねと おうり）
ハニカムでキッチンシェフを務める青年で、キッチンスタッフ正社員。25歳。イケメンだがタチの悪いギャンブラー。ハニカムのメンバーで遊ぶ際には中心になる事が多い人物で、舞と共に年長組と言える。有能で要領が良く、人の使い方が上手い。舞と共に律子や萌をからかって遊んだりもするが、やはり面倒見は良く、特に恋に悩む律子には妹に接するかのように度々フォローした。舞とは恋愛関係にはなっていなかったものの、好意は寄せている様子で、互いに少なからず想っている様子を見せている。巨乳派。心から面白くなると、動揺のしすぎで体の自由が利かなくなってしまい、体に震えが来るほど笑ってしまったりする。
妙子（たえこ）
ハニカムでホール長を務める謎の美女。ホールスタッフ正社員。年齢不詳。金髪碧眼でありながら「生粋の日本人」を自称し、本名は「妙子」を名乗っていたが、それすらも真実かは不明。普段は全くと言って良いほど喋らず、主にアイコンタクトと態度で意思の疎通を計る。恐ろしく有能で、ホールの仕事のみならず、厨房の仕事やレジの修理までこなす。他にも怖いお兄さん方から慕われていたり、武闘派として腕の立つ（のみならず「瞬動」まで使っていた）場面などを見せたりと、何者なのかが一切不明の才媛。世界地図を書かせると堅気が知ってはいけないような事を描く。仕事には厳しいが、一生懸命に働く様子を見せた店員には心優しい気配りを見せる。また、「自分の攻撃をかわせた男性」のみにときめくという多少変わった趣味の持ち主。モンローウォークをしている時は、大体何かあって機嫌が悪いらしい。極道映画で号泣する。実家は秩父で猟師らしい。猫耳は着けてみたい年頃。子供用プールで溺れるほどのカナヅチ。
糸丑 治五郎（いとうし じごろう）
勉の叔父にあたるハニカムのM支店店長。52歳。見た目はナイスミドルを思わせる容姿だが、頼りなさと優しい雰囲気を併せ持っている人物。ハニカムの入っているビルの上階に住んでいる。自分で丹誠込めて栽培したハーブでハーブティーフェアを開催したり、店の利益を真面目に考えていない節がある。大変な猫好きでありながら、猫アレルギーという難儀な体質である。夜には弱く、午後10時頃には早々と就寝に入ってしまうためハニカム他店で実施している深夜営業はM支店では行っていない。

## 単行本
- アスキー・メディアワークス『電撃コミックス』刊行。全5巻。
  1. 2008年05月27日発売、ISBN 978-4-0486-7109-5
  2. 2009年01月27日発売、ISBN 978-4-0486-7561-1 - 初版販売分の一部商品に異常が見られる。表紙の印刷の色合いが薄い不具合、描き下ろしページのモアレ発生（カバーのみ交換対応）。
  3. 2009年10月27日発売、ISBN 978-4-0486-8170-4
  4. 2010年05月27日発売、ISBN 978-4-0486-8622-8
  5. 2011年06月27日発売、ISBN 978-4-04-870425-0
- レディ・ハニカム 　KADOKAWA 『電撃コミックスEX』刊行、単巻。2016年09月27日 ISBN 978-4-04-892375-0

## その他
- 鐘成律子は、『週刊アスキー』2009年11月10日号の表紙を飾った[4]。